# Novozavezni apokrifi
Kategorija Novozavezni apokrifi sodobnega bralca opominja na vrsto odzivov, ki so se pojavili v prvih stoletjih našega štetja kot interpretacije sporočila Jezusa Kristusa. Poslušni kristjani so sprejeli svarilo pred temi deli, ki se imenujejo apokrifna; mnogo se jih je zaradi zatrtja ohranilo le v fragmentih. V procesu določanja svetopisemskega kanona je bila velika množica teh del izločenih iz Nove zaveze. Glavna veja krščanske Cerkve teh apokrifov ni sprejela za kanonične, kljub temu pa Etiopska pravoslavna cerkev priznava dela, kot so Hermov pastir, 1. Klemnovo pismo, Pavlova dela ter kar nekaj knjig Stare zaveze.
Knjige, za katere ni znano, da so v antiki obstajale, med katere med drugim spada srednjeveški Evangelij po Barnabu, se običajno ne prištevajo k apokrifom.

## Evangeliji otroštva
Skopi podatki kanoničnih evangelijev o Jezusovem otroštvu so privedli do hlastanja prvih kristjanov po tovrstnih informacijah. Le-te so oskrbeli v številnih spisih 2. stoletja in kasnejših datumov, ki so znani pod imenom evangeliji otroštva. Nobeden izmed njih ni bil sprejet v svetopisemski kanon, toda veliko število ohranjenih rokopisov vseeno priča o njihovi vse večji popularnosti:
- Evangelij po psevdo-Mateju, (imenovan tudi Rojstvo Marije in otroštvo Odrešenika), ki temelji na
- Evangelij po Jakobu, (imenovan tudi Protoevangelion po Jakobu)
- Evangelij otroštva po Tomažu, (različno kot Evangelij po Tomažu)
- Življenje Janeza Krstnika
- Pripoved o tesarju Jožefu
- Rojstvo Marije, (tudi Libellus de Nativitate Sanctae Mariae)
- Latinski evangelij otroštva

Mnogo evangelijev otroštva temelji na kombiniranju Evangelija otroštva po Tomažu in Evangelija po Jakobu.

## Judovsko-krščanski evangeliji
Nekatere ločine znotraj prve cerkve, ki so ohranile zvestobo Judaizmu in Judovski postavi, so uporabljale evangelije, značilne za vsakega izmed njih posebej:
- Evangelij po Hebrejcih
- Evangelij po Nazarečanih
- Evangelij po ebionitih

Odkar so se ti v večini ohranili le kot citati, raztreseni med komentarji katoliških kristjanov, nekatere moderne teorije namigujejo, da so to različice enih drugih, prav tako citatov Evangelija po ebionitih, ki so bolj jasno izražene kot druge. Druge domneve so, da je bil Evangelij po Hebrejcih zgodnja verzija grškega Evangelija po Mateju.

## »Konkurenčne«različice kanoničnih evangelijev
V dobi zgodnjega krščanstva je obstajalo mnogo prirejenih različic evangelijev. Le-ti včasih na kakem drugem mestu navajajo, da so starejši od originala, ki se mu pripisujejo, oziroma da so očiščeni raznih dodatkov in izkrivljenih navedkov, s tem pa bolj prepoznavni od originalnega besedila, narejenega od svojih nasprotnikih. Cerkveni očetje vstrajajo, da so zmotni (za nameček pa še heretični) v svojih navedbah, kar pa nekateri sodobni strokovnjaki zavračajo. Ostaja torej nedorečeno mnenje, ali so kateri starejši in točnejši od kanoničnih evangelijev. Podrobnosti njihove vsebine so se ohranile le iz očitkov zagovornikov kanoničnih evangelijev, zato se za pretežni del ne ve, koliko se pravzaprav razlikujejo in, ali so mogoče že v svoji zasnovi popolnoma zgrešeni. Med ta dela spadajo med drugim tudi:
- Evangelij po Kerintu
- Evangelij po Bazilidu
- Evangelij po Markionu (različica Lukovega; Markion je trdil, da je njegova verzija bolj originalna od uveljavljene)
- Evangelij po Apelu
- Evangelij po Bardezanu
- Evangelij po Maniju

## Evangeliji v izrekih
Eno ali dve besedili imata obliko jedrnatih logia - zelo kratkih izrekov in prilik - ki niso vključeni v tozadevno pripoved:
- Evangelij po Tomažu (različno kot Evangelij otroštva po Tomažu)
- Evangelij po Filipu

Nedavne študije vse bolj obravnavajo Evangelij po Tomažu kot del tradicije, iz katere so izšli tudi kanonični evangeliji. Kakorkoli, oba evangelija nam kažeta, kakšen naj bi bil zgolj teoretičen Dokument Q.

## Evangeliji moralnosti (kreposti)
Nekateri evangeliji so napisani kot razgovori med Jezusom in enim ali več učenci, in sicer o moralnosti, še posebno o spolni vzdržnosti.
- Grški evangelij po Egipčanih (čisto samosvoj od svojega soimenjaka Koptičnega evangelija po Egipčanih)
- Knjiga Tomaža Bojevnika (tudi Tomaževa knjiga in Pismo Bojevnika)

## Pasijonski evangeliji
Nekaj evangelijev se ukvarja s temo pasijona (Kristusovo trpljenje, smrt in vstajenje):
- Evangelij po Petru
- Evangelij po Nikodemu (imenovan tudi Pilatova dela)
- Evangelij po Jerneju
- Jernejeva zadeva
- Vstajenje Jezusa Kristusa (ki se pripisuje Jerneju)

Čeprav obstajajo tri dela, ki nosijo Jernejevo ime, je možno da je ali Jernejeva zadeva ali Vstajenje Jezusa Kristusa pravzaprav isto kot Evangelij po Jerneju, ki kot tak ni ohranjen.

## Evangeljske harmonije
Kopica besedil ima za cilj harmonično (tj. skladno) združitev kanoničnih evangelijev, ki odpravlja nesoglasja med njimi tako, da predstavi enotno skupno besedilo, izpeljano do neke stopnje iz njih samih. Najbolj splošno razširjen in bran je bil Diatessaron. Izmed vseh obstoječih harmonij jih je večina bila izpeljanih iz kasneje zatrtega Diatessarona.

## Gnostična besedila
V zadnjem času je bilo veliko gnostičnih besedil ponovno odkritih, še največ v Knjižnici Nag Hammadi. Nekatera izmed njih imajo obliko zaupniških (ezoteričnih) razlag kozmologije ter moralnosti, ki so nastajale v krogu gnostikov. Pogosto so navedene kot Jezusove razlage skrivnostnih znanj o zakonitostih, ki vladajo svetu, namenjene njegovim učencem. Obstaja pa tekst, znan kot Pismo apostolov, ki je polemičen glede gnostičnih spisov, toda pisam v podobnem stilu.

### Poglavitna gnostična besedila
- Gnostično razodetje po Petru (različno kot Razodetje po Petru
- Zofija Jezusa Kristusa (tudi Sophia Jesu Christi in bolj napačno Modrost Jezusa Kristusa)
- Pogovor Odrešenika
- Evangelij po Mariji Magdaleni (imenovan tudi Evangelij po Mariji)
- Razlaga znanj
- Evangelij resnice
- Pistis Sophia

Ker Evzegijevo pismo ne omenja Kristusa, se domneva, da je osnova Zofiji Jezusa Kristusa. Nekateri ga prištevajo k apokrifom, čeprav ne ustreza vsem kriterijem.

### Setijanskagnostična besedila
Setijci so bili skupina gnostikov, ki so častili biblijskega Seta kot mesijansko figuro, kasneje pa Jezusa kot Setovo reinkarnacijo. Ustvarili so množico tekstov, ki razlagajo kozmološko znanje. Večinoma so napisana kot videnja:
- Razodetje po Adamu
- Skrivni evangelij po Janezu (imenovan tudi Janezov apokrifon)
- Trimorphic Protennoia
- Koptični evangelij po Egipčanih (različno kot Grški evangelij po Egipčanih)
- Koptično razodetje po Pavlu (različno kot Razodetje po Pavlu)

Štirim besedilom, prav tako v obliki videnj, se pozna pretežen platonistični vpliv:
- Tri Setove plošče
- Alogen
- Zostrijan
- Marsen

### Kajnitskagnostična besedila
Majhna kajnitska ločina gnostikov je videla v nekaterih bibličnih osebnostih, obravnavanih kot »nadzlobneži«, podobo junaštva. Tako so poimenovani, odkar so začeli smatrati Kajna kot žrtev Jahvejeve zlobe. Prav tako so Juda Iškarijota smatrali za junaka, ker je storil, kar je moral, za odrešenje človeštva, in razlagal modrosti. Med to literaturo spada:
- Evangelij po Judu Iškarijotu

### Opisi obredja
Nekateri spisi so se pojavili z namenom predtavitve in navodil za posamične cerkvene obrede:
- Ofitovi opisi
- Prva in Druga Jevova knjiga

## Marijin odhod
Kopica tekstov (čez 50) vsebuje opise v zvezi z okoliščinami dogodkov Marijinega konca zameljskega življenja:
- Marijin odhod domov
- Mati Božja zaspi
- Marijino vnebovzetje

## Dela apostolov
Nekaj besedil se ukvarja s poznejšimi življenji apostolov (po Kristusovem vnemohodu):
Dela, ki bi jih naj napisal Levkij Karin (znana kot Levkijeva dela), sodelavec apostola Janeza
- Janezova dela
- Petrova dela (del katerega je včasih ločen in imenovan Petrovo mučeništvo)
- Andrejeva dela (tudi Evangelij po Andreju)
- Tomaževa dela
- Pavlova dela (ki vsebuje tekste, ki so včasih ločeni, med drugim):

- Tretje pismo Korinčanom
- Pavlova in Teklina dela

Druge pripovedi o življenjih apostolov:
- Petrova in Andrejeva dela
- Dela Petra in dvanajsterih
- Petrova in Pavlova dela
- Devet Klemnovih knjig
- Filipova dela
- Dela Ksantipe, Poliksene in Rebeke z opisi Pavla, Petra, Filipa in Andreja

## Pisma
Obstajajo nekanonična pisma; nekatera izmed njih so imela precejšnjo veljavo v prvi cerkvi.
- Barnabovo pismo (tudi Evangelij po Barnabu, ki pa je različen od srednjeveškega Evangelija po Barnabu)
- 1. in 2. Klemnovo pismo
- Pismo Korinčanov Pavlu
- Pismo Laodikejčanom (v Pavlovem imenu; najdeno edino v nekaterih apokrifnih rokopisih latinske Vulgate)
- Tretje pismo Tesaloničanom (v Pavlovem imenu)
- Pismo Jonijcem (v Pavlovem imenu)
- Pismo Seneki mlajšemu (v Pavlovem imenu)
- Pisma Jezusa Kristusa in Abgarja, kralja Edese
- Tretje pismo Korinčanom (v preteklosti sprejeto pri Armenski pravoslavni cerkvi)

## Razodetja (videnja)
Precej del je opredeljenih kot videnja, ki opisujejo prihodnost, posmrtno življenje, ali oboje:
- Razodetje po Petru (različno kot Gnostično razodetje po Petru)
- Razodetje po Tomažu
- Razodetje po Štefanu
- Prvo razodetje po Jakobu
- Drugo razodetje po Jakobu
- Razodetje po Pavlu (z zamenjavo vidca je postalo Razodetje po Devici)

## Različna dela
Druga besedila z različnimi tematikami:
- Ambroževa fiziologija
- Odkritje
- Votlina zaklada (imenovan tudi kar Zaklad)
- Didahe (tudi Nauk dvanajsterih apostolov)
- Skrivni evangelij po Jakobu (imenovan tudi Jakobov apokrifon)
- Pavlova molitev
- Pavlovo grajanje
- Petrovo pridiganje (tudi Klementinska literatura in Psevdo-Klementinci)
- Origenova pokora
- Sekstove povedi
- Nepova knjiga
- Apostolski predpisi
- Apostolski pravilnik (cerkvene uredbe, domnevno od apostolov)

## Fragmenti
Poleg znanih apokrifnih del obstajajo tudi dela, od katerih ni ohranjenega besedila, razen nekaj fragmentov:
- Neznani Berlinski evangelij
- Nasenski fragment
- Fajumski fragment
- Skrivni evangelij po Marku
- Oksirinov evangelij
- Egertonov evangelij

## Izgubljena dela
Kar nekaj del je, ki so omenjena v antičnih virih, vendar ni ohranjen noben del besedila:
- Evangelij po Matiji (verjetno različno kot Evangelij po Mateju)
- Evangelij štirih nebeških kraljestev
- Evangelij popolnosti (uporabljali so ga sledilci Bazilida; glej Haer., XXVI. 2.
- Evangelij po Evi (citati so znani iz Epifana, XXXVI. 2,3; možno je, da gre za Evangelij popolnosti)
- Evangelij dvanajsterih
- Evangelij po Tadeju
- Memoria Apostolorum
- Evangelij sedemdeseterih
- Nagrobna plošča apostolov
- Knjiga kačjih urokov
- Dediščina apostolov

## Opomba o pravovernosti
Mnogo naštetih knjig je bilo spoznanih za heretične (še posebno tiste z gnostično tradicijo, saj je gnostike prepovedala večina cerkva zgodnjega krščanstva), nekatere pa so bile obravnavane kot izjemna duhovno bogata besedila. Kljub temu niso prišle v kanon, pač pa spadajo pod literaturo cerkvenih očetov ali apostolskih očetov:
- 1. in 2. Klemnovo pismo
- Hermov pastir
- Didahe (tudi Nauk dvanajsterih apostolov)
- Barnabovo pismo
- Razodetje po Petru
- Evangelij po Jakobu
- Tretje pismo Korinčanom

## Vrednotenje del
Splošno krščansko stališče glede knjig je strnil Robert M. Grant, toda ne iz teološkega, temveč zgodovinskega vidika. V Zgodovinskem uvodu v Novo zavezo, pravi Grant o 27-ih knjigah Nove zaveze: »Nobena druga literatura nima kaj vrednega povedati o krščanskih koreninah v zgodnji dobi krščanstva.«
J. Quasten, strokovnjak za zgodnjekrščansko dobo, predstavi svoje mišljenje s citiranjem M. R. Jamesa, ki pravi:
»Ljudi je še vedno moč slišati reči: »Navsezadnje, ti apokrifni evangeliji in dela, kakor jim pravite, so prav tako zanimivi, kakor tisti stari. Le po naključju se je zgodilo, da niso bili uvrščeni v Novo zavezo. Najboljši odgovor /.../ je bil vedno ta, in je še sedaj, da se besedila ponatisne ter potem sama povedo svojo zgodbo. Hitro bo moč ugotoviti, da ni vprašanje, ali jih je kdo izključil iz Nove zaveze: izločila so se sama po sebi.«
»Toda kdo bi porekel: »Če ti spisi niso dobri niti kot zgodovinske knjige, niti za versko uporabo, niti kot literatura, čemu potem tratiti čas in delo in jim kazati takšno pozornost, ki si jo po vaše ne zaslužijo?« Delno seveda zato, da si lahko tudi drugi ustvarijo svojo sodbo o njih; toda to ni zadosten razlog. Resnica je, da se jih ne sme obravnavati le z vidika, ki ga sama ponujajo. Vsak drugi vidik pa pravi, da imajo velik in trajen pomen ...«
»Če niso dobri kot zgodovinski viri, so pa za kaj drugega. Opisujejo tedanje predstave, želje, strahove mož, ki so jih napisali. Prikažejo nam, kaj je bilo za neuke kristjane sprejemljivo, kaj jih je zanimalo, kaj so oboževali; kakor so mislili, tako so napisali. Za običaje in romantiko so dragoceni, tudi za ljubitelje ter študente srednjeveške literature in umetnosti razkrivajo ne nepomemben del gradiva in rešitev sestavljank. Zares, imajo vpliv (popolnoma nadpovprečen za svojo vrednost), ki je tako velik in širok, da jih ne more nihče, ki vsaj nekaj da na zgodovino krščanske misli in umetnosti, zanemariti.« (M. R. James, The Apocryphal New Testament, Oxford, 1924.)